# Wullebeek
Wullebeek är ett vattendrag i Belgien.   Det ligger i provinsen Antwerpen och regionen Flandern, i den centrala delen av landet, 29 km norr om huvudstaden Bryssel.
Runt Wullebeek är det i huvudsak tätbebyggt. Runt Wullebeek är det tätbefolkat, med 762 invånare per kvadratkilometer.